# T con T
T con T fue un magacín de televisión, centrado en la actualidad social y el entretenimiento, que se emitió de lunes a viernes, en La 1 de Televisión Española, entre el 15 de septiembre y el 28 de noviembre de 2014. El formato producido por Proamagna, que inicialmente se iba a denominar La tarde se escribe con T, fue presentado por Toñi Moreno. Fue una reformulación de su programa Entre todos que cambió de contenidos ante sus numerosas polémicas.

## Formato
T con T es un magacín de actualidad social y entretenimiento, en el que tienen lugar reportajes, tertulias, entrevistas e incluso la presentadora sale a la calle mostrando su faceta de reportera. Sin embargo, no hay espacio para la información política ni del corazón, aunque no se descarta que de forma muy puntual hagan su aparición.

## Emisión
El programa se emitía, inicialmente, de lunes a viernes, entre las 16:50 y las 19:00 horas, y más tarde, en un esfuerzo de Televisión Española por mejorar la audiencia fue recortado su horario, pasando a emitirse de 17:50 a 19:15 en La 1 de Televisión Española, después del contenedor Tardes de Cine. El estreno fue visto por 553 000 espectadores y un 5,1 % de porcentaje de audiencia, manteniéndose alrededor de estos bajos datos de audiencia hasta su cancelación. A pesar de la disminución del horario, los malos datos de audiencia continuaban. Por lo tanto, TVE optó por cancelar en noviembre de 2014 el programa.

## Equipo técnico
- Producción: Proamagna.
- Dirección: Antonio Robles y José Ramón Lluch.

### Presentadora
- Toñi Moreno

### Copresentadora
- Olga Marset

### Colaboradores
- Ángela Vallvey
- Arcadi Espada
- Carmelo Encinas
- Esther Jaén
- Isabel San Sebastián
- Juan Luis Galiacho
- Nieves Herrero
- Rosa María Calaf
- Inés la Maga
- Isabel Rábago

## Audiencias
| Temporada | Temporada | Episodios | Estreno                  | Final                   | Audiencia media | Audiencia media | Audiencia media |
| Temporada | Temporada | Episodios | Estreno                  | Final                   | Espectadores    | Cuota           |                 |
| --------- | --------- | --------- | ------------------------ | ----------------------- | --------------- | --------------- | --------------- |
|           | 1         | 55        | 15 de septiembre de 2014 | 28 de noviembre de 2014 | 513 000         | 4,9%            |                 |